# Теллурид ртути
Теллури́д рту́ти — бинарное неорганическое соединение ртути (Hg) и теллура (Te) с формулой HgTe, полуметалл, с нулевой шириной запрещённой зоны при 0 К. Проявляет свойства топологической изоляции. В природе встречается в виде редкого минерала колорадоита.

## Описание теллурида ртути

### Общие свойства
Теллурид ртути является бинарным соединением, образующимся при взаимодействии эквиатомномых количеств ртути и теллура. У устойчивой кристаллической модификации имеет структуру цинковой обманки (сфалерита). Решётка состоит из двух взаимопроникающих гранецентрированных кубических решёток, смещенных одна относительно другой по диагонали куба на 1/4 её длины. От структуры кристалла алмаза эта структура отличается тем, что атомы в подрешётках различны, в частности, в HgTe одна подрешётка содержит атомы ртути, а вторая — атомы теллура. Ртуть имеет два валентных электрона (подоболочка 6s), а теллур — шесть валентных электронов (оболочка 5s и частично заполненная подоболочка 5p), и сумма валентных электронов двух ближайших атомов всегда равна восьми. Таким образом, как и в алмазе, у каждого атома будет по четыре валентных электрона для образования четырёх валентных связей, направленных вдоль осей правильного тетраэдра. Для образования четырёх валентных связей нужны четыре неспаренных электрона. Вследствие принципа Паули один из двух s-электронов должен перейти на p-орбиту. Таким образом, возникает четырёхвалентное sp3-состояние. Кроме того, в результате различия в зарядах ионов в кристаллической решётке Hg2+ и Te6+ химическая связь в HgTe имеет смешанный ионно-ковалентный характер. Другим важным свойством структуры цинковой обманки, связанным с наличием двух различных атомов, является отсутствие центра инверсии (симметрии).
Одной из особенностей теллурида ртути является то, что его состав может иметь значительные отклонения от стехиометрического состава (число атомов ртути и теллура в кристалле не равны). Поэтому свойства HgTe во многом определяются отклонениями от стехиометрического состава и наличием точечных дефектов, которые влияют на электрические свойства как атомы посторонних примесей. Поэтому данные разных исследователей о типе электропроводимости HgTe противоречивы.

### Физические и электрофизические
Представляет собой практически чёрные кубические кристаллы с постоянной решётки 0,646 нм при 300 К. Твёрдость по Моосу 2—2,5. Объёмный модуль упругости около 42 ГПа, прочность около 300 МПа. При обычных условиях устойчива кристаллическая структура типа сфалерита, при высоких давлениях кристалл испытывает фазовый переход и приобретает тригональную сингонию типа киновари (α-HgS).
По электрическим свойствам представляет собой полуметалл, то есть при 0 К валентные зоны соприкасаются, но не перекрываются, поэтому, в отличие от полупроводников его проводимость не равна 0 при 0 К, но, как у полупроводников, растёт при росте температуры из-за перекрытия валентной зоны и зоны проводимости.
HgTe обладает уникальным квантовым свойством — топологической изоляции, обусловленный квантовой ямой в его тонких плёнках. При этом внутри кристалл является изолятором, а в тонком внешнем слое — проводником. Впервые об признаках такого поведения сообщили О. В. Панкратов с сотрудниками в 1986 году, и эффект был открыт М. Кёнигом с сотрудниками в 2007 году.

### Химические
Связи атомов в HgTe почти ковалентны и слабы. Энтальпия образования из элементов около −32 кДж/моль. Легко разлагается даже слабыми кислотами, например, органическими или иодоводородной:
{\displaystyle {\ce {HgTe{}+2HI->HgI2{}+H2Te\uparrow }}}
Образующийся теллуроводород весьма ядовит, поэтому HgTe считается токсически опасным соединением.

## Получение
Прямым синтезом из элементов — длительным нагреванием металлического теллура в парах ртути при повышенном давлении в запаянной кварцевой ампуле:
{\displaystyle {\ce {Hg + Te -> HgTe}}}
Эпитаксиальные монокристаллические плёнки HgTe могут быть получены методом газовой эпитаксии при разложении элементоорганических соединений теллура и ртути.